# Алжиро-сирийские отношения
Алжиро-сирийские отношения — двусторонние дипломатические отношения между Алжиром и Сирией. Государства являются членами Лиги арабских государств и Организации Объединённых Наций.

## История
Борьба алжирцев против французского колониализма во время Алжирской войны черпала вдохновение в других арабских государствах, таких как Сирия. После обретения Алжиром независимости в 1962 году и сирийского государственного переворота 1963 года, государства стали развивать дипломатические отношения, которые были установлены 27 августа 1962 года.

### Гражданская война в Сирии
Во время гражданской войны в Сирии Алжир поддерживал дипломатические связи с действующим правительством и выступал против любых планов по вооружению оппозиции. Гражданская война в Сирии и рост фундаментализма вызвали значительную обеспокоенность правительства Алжира. Есть мнение, что это следствие напряжённости между Алжиром и Саудовской Аравией из-за гражданской войны в Алжире. Таким образом, Алжир последовательно выступал против решений других арабских стран по вооружению сирийской оппозиции в ходе гражданской войны из-за исторической памяти Алжира, который не публично поддерживал правительство Сирии.
Алжир также выступал в качестве посредника между Сирией и Турцией. По состоянию на 2015 год Алжир принял около 25 000 сирийских беженцев, покинувших страну. Большинство сирийцев в Алжире работали в малом и среднем бизнесе.
С 2019 года Алжир лоббировал восстановление полноправного членства Сирии в Лиге арабских государств. В 2021 году был создан совместный комитет по сотрудничеству Сирии и Алжира, затем был создан совместный комитет по сотрудничеству на более высоком уровне под руководством премьер-министров, подписано значительное количество соглашений, протоколов, меморандумов о взаимопонимании и различных программ, которые охватывают экономические и культурные секторы. В 2022 году был создан Алжиро-сирийский деловой совет с целью укрепления экономических отношений между государствами.
В июле 2022 года министр иностранных дел Сирии Фейсал Микдад совершил официальный визит в Алжир по случаю 60-й годовщины независимости этого государства. В рамках визита встретился с президентом Алжира Абдельмаджидом Теббуном, министром иностранных дел Рамтаном Ламамрой и председателем Совета нации Салахом Гуджилем. 25 июля 2022 года министр иностранных дел Алжира Рамтан Ламамра совершил ответный визит, в ходе которого провел переговоры с президентом Башаром Асадом и министром иностранных дел Фейсалом Микдадом.

### Землетрясение 2023 года
После землетрясения в Турции и Сирии в феврале 2023 года Алжир доставил в Сирию тонны срочной гуманитарной помощи, включая лекарства и продовольствие, а также направил фельдшеров и врачей. Кроме того, алжирский Красный Полумесяц подготовил воздушный мост в Сирию.

### Отношения после смены режима
8 февраля 2025 года президент Сирии Ахмед аш-Шараа встретился в Дамаске с министром иностранных дел Алжира Ахмедом Аттафом. Министерство иностранных дел заявило, что целью визита стало укрепление отношений между Алжиром и Сирией и изучение путей вывода их двусторонних связей на самый высокий уровень. Это стало первым визитом алжирского чиновника в Сирию после падения режима Башара Асада в декабре 2024 года.